# Мастейн, Дэйв
Дэ́вид Скотт (Дэйв) Масте́йн (англ. David Scott Mustaine, Dave Mustaine; 13 сентября 1961, Ла-Меса, Калифорния, США) — американский музыкант, актёр, гитарист, вокалист, автор песен, продюсер. Основатель, автор песен и бессменный лидер трэш-метал-группы Megadeth, до этого играл в группе Metallica в роли соло-гитариста.
Журнал Guitar World поставил на 19 место Мастейна и его напарника Марти Фридмана в списке 100 лучших гитаристов мира.
Журналист Джоэл Макайвер поставил Мастейна на первое место в своей книге The 100 Greatest Metal Guitarists.

## Биография
Дэйв родился в городе Ла Меса, Калифорния, США. Его отец, Джон Джефферсон Мастейн (1922—1979) — ирландского, английского, французского, финского и немецкого, а мать, Эмили Мастейн (урождённая Давид, 1922—1990) — еврейского происхождения. По словам Дэйва в интервью финской передаче Jyrki 2001 года, его фамилия изначально звучала как Мустонен. Отец был американцем во многих поколениях, тогда как мать эмигрировала в США ребёнком с родителями из Эссена (Германия, её отец происходил из прусского Трептова, ныне Польша). Из всех четырёх детей Дейв был единственным мальчиком и самым младшим. Отец очень жестоко обращался с Дэйвом, особенно когда напивался. Когда Дэйву было 4 года, его родители развелись, и он вырос без отца. Из-за того, что Джон не переставал терроризировать свою семью, они постоянно переезжали с места на место. До 18 лет Дэйв увлекался темными искусствами назло родным, которые были приверженцами Свидетели Иеговы, так как он, по его словам, «ненавидел ходить от двери к двери по понедельникам».
Осенью 1969 мать накопила денег, на которые купила сыну гитару, но его ранние упражнения не раскрыли его таланта, поэтому Дэйв на время оставил свой инструмент. Спустя время он стал кэтчером в юношеской бейсбольной команде. В феврале 1975 года семья переехала к старшей сестре Сюзанне, которая также жила в Калифорнии, но уже отдельно и была замужем. Муж сестры недолюбливал Мастейна из-за его любви к тяжёлой музыке. В возрасте 15 лет Мастейн снял свою квартиру, зарабатывая деньги продажей наркотиков. Одной из его покупательниц часто не хватало денег на покупку и она вместо денег давала пластинки таких групп как Iron Maiden, AC/DC, Motörhead и Judas Priest. Весной 1978 года Дейв бросает школу и переключается на электрогитару в основном из-за бесплатных наркотиков и доступных женщин. Он страдал наркотической и алкогольной зависимостью 20 лет и один раз даже чуть не умер от передозировки.

### Panic
Его первая группа называлась «Panic». За своё короткое время существования группа не добилась каких-либо заметных успехов. Тем не менее Мастейн написал три песни, которые впоследствии, с некоторыми незначительными изменениями, вошли в дебютный альбом группы Metallica. В записи альбома он не принял участия в связи с внезапным увольнением из-за его отношения к остальным партнёрам группы Metallica. Panic отыграли единственный концерт, после которого по дороге домой, врезавшись в железнодорожную будку, разбились звукооператор и ударник, что положило конец группе.

### Metallica
В 1981 году Дэйв присоединился к группе Metallica, нанявшись в неё по объявлению, данному Ларсом Ульрихом. В группе он проработал всего около года. В дебютном альбоме Kill 'Em All Дэйв является соавтором четырёх песен: «Metal Militia», «Phantom Lord», «Jump in the Fire», «The Four Horsemen». Песня «The Four Horsemen» вышла в дебютном альбоме Megadeth под названием «Mechanix» — это было оригинальное название песни. Она написана целиком Мастейном, однако, когда Дэйв был изгнан из группы, вокалист и ритм-гитарист Джеймс Хэтфилд изменил текст и поменял название песни. Также примерно в полтора раза был снижен темп и добавлена акустическая часть, написанная новым соло-гитаристом Кирком Хэмметтом. Кроме этого Дэйв является соавтором песен «The Call of Ktulu» и «Ride the Lightning» из второго альбома Ride the Lightning. Аккордовую последовательность из «The Call of Ktulu» также можно услышать в песне «Hangar 18» из 4-го студийного альбома Megadeth — Rust in Peace.
По воспоминаниям коллег из Metallica, Дэйв был очень талантлив и столь же невыносим. У него продолжались проблемы с алкоголем и наркотиками. Серьёзная ссора между музыкантами вспыхнула, когда Мастейн привёл на репетицию свою собаку, которая начала царапать машину бас-гитариста группы, Рона Макговни, и он с досады пнул её. Между Мастейном и Макговни завязалась перепалка, в которую вмешался Хэтфилд. Дэйв пригрозил врезать басисту, если такое ещё раз повторится. Джеймс же в защиту друга сказал «если хочешь сказать что-то ему, говори сначала мне», после чего Дэйв ударил сначала Джеймса, а потом Рона, в результате чего Дэйв был исключен из группы. Правда, на следующий же день его приняли назад, но осадок остался. Также Дэйв злобно подшутил над Макговни, вылив бутылку пива ему на бас, в результате чего Рон покинул группу и выгнал всех участников группы из своего дома, где она репетировала. Некоторое время спустя, заменив Макговни на Клиффа Бертона, группа отправилась в Нью-Йорк для записи дебютной пластинки, в пути произошло ещё несколько инцидентов с участием Дэйва. Ещё до прибытия в пункт назначения Хэтфилд и Ульрих приняли окончательное решение исключить гитариста из группы.

### Fallen Angel
В 1983 году Мастейном была организована группа Fallen Angel. Просуществовала она не более полугода, так и не добившись каких-либо заметных успехов. На концертах исполняла, главным образом, каверы и четыре песни Metallica, которые были написаны Мастейном ещё в составе Panic и соавтором которых он числился. В конце 1983 Fallen Angel распадаются.

### Megadeth
После ухода из Metallica Мастейн 4 дня провёл в автобусе и писал песни на клочке газеты. В этой газете он наткнулся на слова сенатора Алана Крэнстона про арсенал Megadeath. Поначалу он хотел назвать свою новую песню именно так, но позже он назвал её Set the World Afire, а Megadeth в результате стало названием группы. После безуспешных поисков вокалиста Дэйв решает сам исполнять партии ведущего вокала, являясь также автором песен группы и исполняя партии соло и ритм-гитары. Как он вспоминает, им двигал дух соперничества и желание превзойти Metallica, желание играть ещё более жёсткую, энергичную музыку, чем они. Дэйв сам придумал символ группы — Вик Раттлхэд.
Дэйв был очень зол на бывших товарищей за то, что его выгнали из группы. Как вспоминал Мастейн, выход дебютного альбома Metallica Kill ’Em All стал для него настоящим ударом, так как старые приятели из группы использовали его гитарные темы вопреки его желанию. Эта «вражда» продолжалась достаточно длительное время.
Megadeth должны были выступать на концертной площадке Будокан. Но 17 февраля 1993 года, за несколько дней до отлёта в Японию, группа давала концерт в Орегоне, где Мастейн был в ужасном состоянии. Покинув сцену, он принял целую пригоршню таблеток валиума. Когда скорая доставила Мастейна в больницу, он был уже без сознания. Когда Дэйв пришёл в сознание, он был перевезен в реабилитационный центр Мэддоус в Финиксе, штат Аризона. Остальные участники группы запретили ему бросать курс реабилитации, потому что «это может вылиться в очередную историю со звездой, найденной мертвой в номере» и отменили турне. В общей сложности Дэйву пришлось пройти 15 курсов лечения от наркотической зависимости, так как после каждого курса он вновь начинал употреблять наркотики.
Тем не менее, однажды Metallica и Megadeth всё-таки выступили на одной сцене, на одном из концертов «большой четверки» (имеется в виду большая четверка трэш-метала) The Big 4 Live from Sofia, Bulgaria.
В январе 2002 году Мастейн получил серьёзное повреждение нервных окончаний левой руки и предплечья, из-за чего группу пришлось распустить. Кроме всего прочего, у него обнаружили камень в почках. Но в 2004 году группа вновь воссоединилась и выпустила альбом The System Has Failed.
В 2011 году Дэйву, подобно Тому Арайе пришлось перенести операцию на шее, почти сразу же после его 50-летия. Сказалась многолетняя «тряска головой» во время живых выступлений. 17 июня 2019 года у Дэйва диагностировали рак гортани, из-за чего часть намеченных концертов пришлось отменить. Также ему пришлось отказаться от присутствия на Megacruise, где Megadeth были хэд-лайнерами, однако от его имени пришла его дочь Электра, а хиты Megadeth исполняла канадская кавер-группа Mechanix. Остальные участники Megadeth устроили небольшое шоу с фанатами на караоке. Лечение уже начато и, по словам Мастейна, имеет 90 % шанс на успех. Выздоровления пожелали десятки музыкантов, среди которых были Джеймс Хэтфилд и Ларс Ульрих из Metallica, Оззи Озборн, Пол Стэнли из Kiss, Скотт Иэн из Anthrax, Майк Портной из Dream Theater, Кристина Скаббия из Lacuna Coil, Гэри Холт из Exodus, Майкл Свит из Stryper, Крис Джерико из Fozzy, дочь Электра, сокомандник Дэвид Эллефсон и даже первый басист Metallica Рон Макговни, а Брюс Дикинсон из Iron Maiden так вообще дал телефонную консультацию, ведь ему также довелось сражаться с раком языка, но он победил и дал советы. 20 января 2020 года Мастейн выступил с группой в Хельсинки (впервые после объявления о болезни) вместе с Five Finger Death Punch. 31 января 2020 года Мастейн во время концерта в Лондоне объявил, что рак был полностью побеждён.

## Личная жизнь
Мастейн снялся в фильме The Black Scorpion в эпизоде Love burns в роли поджигателя Торчи Томпсона. В этом фильме прозвучали три песни группы Megadeth: Trust, Hangar 18, Five Magics.
Он слушает такие группы, как Diamond Head, Motorhead, AC/DC, Judas Priest и других исполнителей NWOBHM. Также Мастейн отмечает влияние группы UFO, а особенно гитариста Михаэля Шенкера.
Также Дэйв исполнил вместе с группой Dream Theater кавер на песню Pantera «Cemetery Gates». Он разделил партию соло-гитары с Джоном Петруччи. Записывал гитарные партии в альбоме Diamond Head Death and Progress. В 2011 году на 30-летнем юбилее группы Metallica Дэйв исполнил партии соло-гитары в песнях, которые сам когда-то написал — «Jump in the Fire», «Metal Militia», «Phantom Lord». Но в песне «Hit the Lights» он не исполнял соло, так как их исполнил Ллойд Грант (играл в Metallica ещё до Мастейна). В 2014 году выступил с группой Saxon с песней «Denim and Leather» на концерте Live in Bloodstock Festival. В 2015 году Дэйв вместе с симфоническим оркестром Сан-Диего исполнил на гитаре произведение Антонио Вивальди «Времена года, (Лето, часть 3 Гроза)». Также Дэйв известен своим участием в таких группах, как Static-X, в которой он записал соло к песне «Lunatic», а также с группой Body Count, фронтменом которой является рэпер Ice-T. Дэйв записал голос в начале и соло к песне «Civil War».
Также Дэйв Мастейн занимается восточными единоборствами. У него чёрный пояс по тхэквондо и сетокан карате. Он является Послом Доброй Воли по Тхэквондо.
Также Мастейн написал автобиографическую книгу, которая называется «Автобиография в стиле хеви-метал», где он описывает свое детство, юность и всё, что связано с его жизнью.
27 марта 2020 года стало известно о смерти сестры Дэйва Мишель.

### Характер
Многие другие музыканты, имевшие опыт общения с Дэйвом, говорят о его сложном характере. Керри Кинг, гитарист Slayer, одно время играл с Дэйвом, но продлилось это недолго, после чего Керри вернулся в Slayer, назвав его в интервью «членососом» (cocksucker). Впоследствии Дэйв и Керри помирились.

### Религиозные взгляды
Дэйв — христианин-протестант, в 2000-е начал серьёзно интересоваться религией. А его крёстным отцом является другой, не менее известный рок-музыкант — Элис Купер. Неодобрительно отзывается о сатанизме. Однако, по словам Дэйва, он старается не навязывать своим слушателям свою веру и оставлять им свободу выбора. Религиозные взгляды Мастейна стали причиной отказа играть на концертах некоторые «особо мрачные» песни из раннего творчества группы.
В мае 2005 Дэйв Мастейн отказался играть на концерте в Греции вместе с Rotting Christ, из-за их текстов, оскорбляющих христианство. Он сказал,

Мы хэдлайнеры, и обычно я сам решаю, с кем мне играть, а с кем нет. Но поскольку эти ребята уже были подписаны на выступление, было бы нечестно выбрасывать их, поэтому мы снимаемся с выступления сами. Мы выступим в Греции в другой раз и в другом месте. 
 

В какой-то момент надо уметь постоять за свои убеждения, иначе это вообще не убеждения, не правда ли? Нельзя сделать выбор всей своей жизни и не следовать ему, это всё равно что назваться трезвенником и продолжать пить. Я не требую, чтобы все меня поддерживали в этом, но многие из вас поддерживают, и я благодарен им за это. Я понимаю и тех, кто оскорбляет меня за мои верования. Для человека, у которого нет убеждений, очень просто смеяться над тем, у кого они есть. Если бы они верили во что-то, они бы сказали себе: «Я не разделяю убеждения Дэйва, но если бы речь шла о моих, я поступил бы так же».

Лидер этой группы Сакис Толис заявил: «Всё это из-за названия нашей группы — названия, которое выражает наше неприятие любого рода религии, всякого рода фальшивых идей вечного мира, которые являются основой для лицемерных так называемых демократий. К сожалению, это средневековье всё ещё проникает в новое тысячелетие».

### Семья
С 1991 года женат на Памеле Энн Касселберри, от брака двое детей: сын Джастис (1992) и дочь Электра (1998).

## Гитары и оборудование
Дэйв играет в основном на гитарах Dean VMNT и Zero. Это его именные модели, имеют разные цвета и разную чувствительность. Кроме этого, он имеет акустическую гитару Dean Mako. До недавнего времени у него были гитары B.C. Rich, Jackson King V и ESP DV. Также у Мастейна имеются свои собственные усилители и кабинеты Marshall 1960DM. Дэйв играет на струнах Cleartone желтыми медиаторами Jim Dunlop Tortex толщиной 0.73 мм.
В феврале 2021 года официально подтверждено, что Дэйв расторгнул контракт с компанией Dean и перешёл в Gibson. Также были выпущены именные линейки гитар Kramer и Epiphone.

## Дискография

#### Metallica
- No Life 'til Leather (1982)
- Kill 'Em All (1983) (соавтор четырёх треков)
- Ride the Lightning (1984) (соавтор двух треков)

#### Megadeth
- Killing Is My Business… and Business Is Good! (1985)
- Peace Sells… but Who’s Buying? (1986)
- So Far, So Good… So What! (1988)
- Rust in Peace (1990)
- Countdown to Extinction (1992)
- Youthanasia (1994)
- Cryptic Writings (1997)
- Risk (1999)
- The World Needs a Hero (2001)
- The System Has Failed (2004)
- United Abominations (2007)
- Endgame (2009)
- Thirteen (2011)
- Super Collider (2013)
- Dystopia (2016)
- The Sick, the Dying… and the Dead! (2022)

MD.45
- The Craving[англ.] (1996)

Red Lamb
- Red Lamb (2012)

## Публикации текстов
Издания на русском языке
- Мастейн Д. Rust in Peace : Восхождение Megadeth на Олимп трэш-метала / Дэйв Мастейн ; [перевод с английского С. Ткачук]. — М. : Бомбора, 2021. — 220, [2] с., [8] л. ил., портр. — 3000 экз. — ISBN 978-5-04116700-4.
- Мастейн Д. Мастейн : автобиография иконы хеви-метала / Дэйв Мастейн; [перевод с английского С. Ткачука]. — М. : Бомбора, 2022. — 362 с., [4] л. цв. ил., портр. : ил., портр. — (Боги метал-сцены). — 4000 экз. — ISBN 978-5-04-158044-5.